# イアン・ブラウンリー
サー・イアン・ブラウンリー CBE QC FBA (Sir Ian Brownlie, 1932年9月19日、リヴァプール - 2010年1月3日、カイロ) は、イギリスの法廷弁護士、国際法を専門とする学者。1980年から1999年まで国際公法のチチェリー・プロフェッサーであった。

## 若年期と教育
ブラウンリーはリヴァプールのブートルで生まれた。父親は保険会社で働いていた。第二次世界大戦の間、ウィラルの近くヘスウォールに避難し、地元の学校が爆撃された後、正式な教育を受けずに1年を過ごした。彼はオルソップ高校（英語）に通った。その後、1952年にオックスフォード大学のハートフォード・カレッジにギブス・スカラーとして通い、1953年には法学のファーストクラス（英語）BAが授与された。このとき、C・H・S・フィフット（英語）はブラウンリーを「最も有能な学生」"ablest student"と表現した。BCLで最高点を獲得したビネリアン・スカラーだった。

## 経歴
1957年から1963年まで、ノッティンガム大学で講師を務め、大学教員としてのキャリアをスタートさせた。1963年から1976年までオックスフォードのワダム・カレッジで法学のフェロー兼指導教員を務め、1964年から1976年までオックスフォード大学の講師を務めた。1976年に勅選弁護士となった。1976年から1980年にかけてロンドン・スクール・オブ・エコノミクスの国際法教授に任命された。
彼は1979年のイランアメリカ大使館人質事件の間、米国大統領ジミー・カーターの顧問を務めた。彼が国際司法裁判所で弁論した事件にはニカラグア事件、ナウル v. オーストラリア（ナウルのリン鉱石関連）、ボスニアのジェノサイド事件（英語）、ペトラ・ブランカ事件、リビア v. イギリス、リビア v. アメリカ（パンアメリカン航空103便爆破事件関連）、コンゴ民主共和国 v. ウガンダ（第一次コンゴ戦争関連）が含まれる。また、キプロス v. トルコ（英語）を含む、欧州人権裁判所でのいくつかの重要な事件について弁論した。国際司法裁判所では、合計40件以上の事件の弁論を担当した。1999年には、イギリスの裁判所で行われたチリのクーデター主導者アウグスト・ピノチェトの犯罪人引渡し裁判において、アムネスティ・インターナショナルの代表を務めた。1997年から2008年に辞任するまで、国連の国際法委員会の委員を務めた。1974年から1999年まで「The British Yearbook of International Law」（イギリス国際法年鑑）の編集長を務めた。

## 私生活
1957年にブラウンリーは息子1人と娘2人がいるジョスリン・ゲイル (Jocelyn Gale) と結婚したが、1975年に離婚した。その後、1978年にクリスティーン・アパーリー (Christine Apperley) と再婚した。ブラウンリーは、2010年1月3日にカイロでの自動車事故で亡くなった。妻と娘も車に乗っていたが、妻は肋骨を折り、娘のレベッカ (Rebecca) も亡くなっている。車を運転していた男性は、過失致死罪で有罪になった。ブラウンリーの妻クリスティーン・ブラウンリーは、エジプトで事故が発生したにもかかわらず、イギリスで発生した損害を訴えるために訴訟を起こした。この訴訟は、FSカイロ v ブラウンリー (FS Cairo v Brownlie) [2021] UKSC 45 として連合王国最高裁判所で審理され、画期的な判決としてクリスティーン・ブラウンリーに有利な判決が下された。

## 出版物
ブラウンリーの出版された作品のいくつかは、それらの分野で標準的なテキストと見なされている。
- International Law and the Use of Force between States (Oxford doctoral thesis, 1963)
- Principles of Public International Law (1966) (8th ed., 2012)
- Basic Documents in International Law (1967) (6th ed., 2008)
- Basic Documents on Human Rights (1971) (5th ed., 2006)
- African Boundaries: A Legal and Diplomatic Encyclopedia (1979)
- System of the Law of Nations: State Responsibility (1983)